# The Philadelphia Inquirer
The Philadelphia Inquirer es un periódico, que concentra sus letores en la ciudad de Filadelfia y en el estado de Pensilvania, Estados Unidos. 
El diario tiene la décima mayor tirada del país y es, a la vez, el tercer diario más antiguo de los Estados Unidos. 

## Historia
| Edición | Día laboral | Domingos  |
| ------- | ----------- | --------- |
| 1936    | 280,093     | 369,525   |
| 1938    | 345,422     | 1,035,871 |
| 1968    | 648,000     | 905,000   |
| 1984    | 533,000     | 995,000   |
| 1990    | 511,000     | 996,000   |
| 1999    | 402,000     | 802,000   |
| 2002    | 373,892     | 747,969   |
| 2006    | 350,457     | 705,965   |
| 2007    | 338,049     | 645,095   |

El periódico se fundó en junio de 1829 de la mano de John R. Walker y John Norvell. A partir de 1936 fue editado por Moses Annenberg y tras su muerte en 1942 por su hijo, Walter Annenberg. Su newsdesk (formato de redacción periodística), creado en 1994, fue uno de los primeros del mundo.

## Galardones
A lo largo de su existencia el periódico ha recibido el Premio Pulitzer en dieciocho ocasiones. 